# Slayyyter

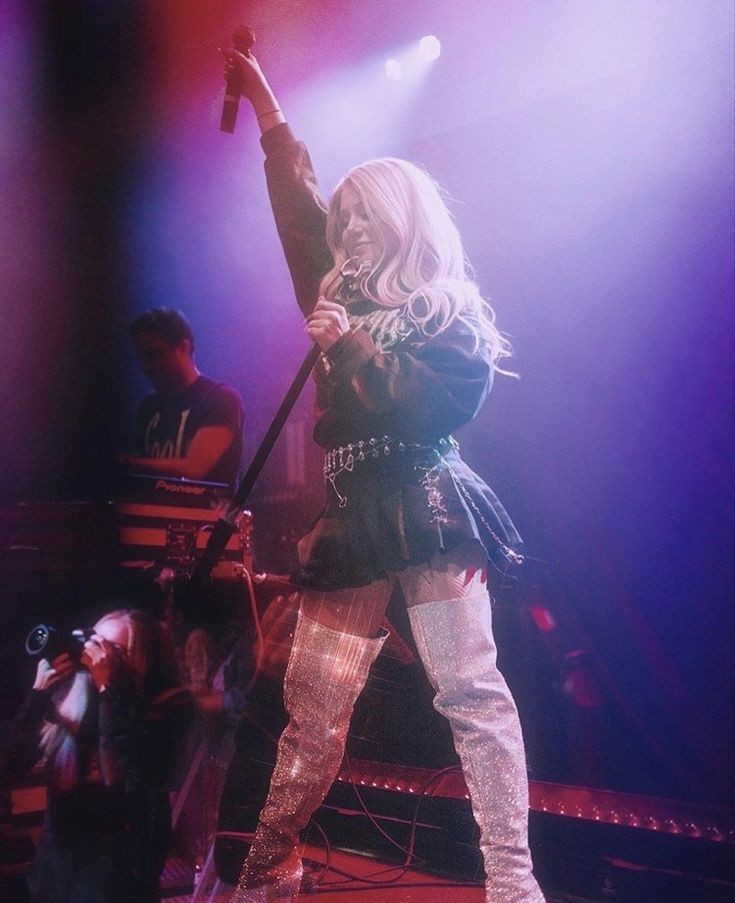
Slayyyter (2019)

Catherine Grace Garner  (* 17. September 1996 in St. Louis, Missouri), besser bekannt unter ihrem Künstlernamen Slayyyter, ist eine US-amerikanische Singer-Songwriterin. Slayyyters musikalisches Schaffen verbindet Pop mit elektronischer Musik und zeichnet sich durch sexuell offenherzige Texte aus. 2019 veröffentlichte sie ihr erstes Mixtape im Selbstverlag.

## Leben und Karriere
Catherine Grace Garner wuchs in Kirkwood, einem Vorort von St. Louis, Missouri, auf. Sie besuchte eine private Grundschule und begann während der Highschool mit dem Songschreiben. Nach dem Abschluss war sie ein Jahr lang an der University of Missouri eingeschrieben. Anstatt sich jedoch dem Studium zu widmen, nahm sie mit der Software GarageBand erste Lo-Fi-Popsongs auf. Während sie als Empfangsdame in einem Frisörsalon arbeitete, baute sie sich unter dem Namen Slayyyter via sozialer Medien sowohl eine Fangemeinde als auch ein Netzwerk musikalischer Kollaborateure auf.
So begann sie mit Ayesha Erotica und Tiffany Monett aus Huntington beach zusammenzuarbeiten und veröffentlichte im Sommer 2018 via SoundCloud ihre von Erotica produzierte Debüt-Single BFF. Anfang des Jahres 2019 entwickelte sich die Single Mine noch vor der offiziellen Veröffentlichung zum Twitter-Meme und erreichte schließlich Platz 39 der iTunes-Charts. Damit erregte Slayyyter die Aufmerksamkeit ihrer Vorbilder Charli XCX und Lady Gaga sowie der Musikzeitschriften Rolling Stone und NME. Außerdem absolvierte sie im Hinblick auf weitere Veröffentlichungen eine erste kleine Tournee. Im September 2019 erschien an ihrem Geburtstag ihr erstes selbstbetiteltes Mixtape im Selbstverlag. In der Folge war sie unter anderem neben Kim Petras auf dem Remix des Charli-XCX-Titels Click zu hören und veröffentlichte beim Independent-Label Fader 2020 die Singles Throatzillaaa und Self Destruct. 2021 erschien ihr Debütalbum Troubled Paradise. 2023 folgte ihr zweites Album STARFUCKER.

## Stil
Nachdem sie anfangs Lo-Fi-Pop im Stil der 1980er-Jahre gemacht hatte, wandte sich Slayyyter im Sommer 2018 mit Hilfe von Ayesha Erotica dem High-Production-Pop zu, blieb aber ihrem DIY-Ethos treu. Ihre Musik erinnert an den (Elektro)pop der 2000er-Jahre und ist von Künstlerinnen wie Britney Spears, Christina Aguilera, Lady Gaga und Charli XCX inspiriert. Verschiedene Kritiker nannten die Musik „scuzzy glam pop“ (schmutzigen Glampop) und „hyper-real, tongue-in-cheek pop music“ (hyperreale Popmusik mit einem Augenzwinkern). Slayyyter selbst beschrieb ihren Musikstil als „Myspace-Core“ und eskapatisch.

“Slayyyter might be one of a handful who know how to toy with our desire for scuzzy, dated europop and songs about shagging, but her dedication to upholding her Paris Hilton aesthetic and tacky sound has a whole crowd of internet fans scrambling to see her live.”

„Slayyyter dürfte eine von wenigen sein, die es verstehen, mit unserem Verlangen nach schmutzigem, überholten Europop und Songs über das Bumsen zu spielen, aber die Hingabe zu ihrer Paris-Hilton-Ästhetik und klebrigem Sound lässt eine ganze Horde von Internetfans danach gieren, sie live zu sehen.“

Slayyyters Texte sind – ihrer selbstironisch-kontroversen Twitter-Persona entsprechend – oft explizit und behandeln unter anderem Themen wie Sex, Alkohol und Drogen. So heißt es etwa im Refrain zu ihrem Weihnachtslied All I Want for Xxxmas „All I want for Christmas is to get fucked / Take a big hit, get my tits sucked“ oder in der zweiten Strophe von Daddy AF „He wanna get in my guts / Lickin’ my clit ‘til I nut“. Laut Douglas Greenwood vom NME spielt Slayyyter bewusst mit ihrem Image als Trash-Popstar, zu dem sie neben Vintage-Pin-ups und alten Halloween-Pornoheften auch gefloppte Popstars der 2000er wie Heidi Montag inspiriert haben.

## Diskografie
Album
- 2021: Troubled Paradise
- 2023: Starfucker

Mixtape
- 2019: Slayyyter

EP
- 2022: Inferno Euphoria

Singles
- 2018: BFF (feat. Ayesha Erotica)
- 2018: Ghost
- 2018: I’m High
- 2018: Platform Shoes
- 2018: Candy
- 2018: Hello Kitty
- 2018: Alone
- 2018: All I Want for Xxxmas (feat. Ayesha Erotica)
- 2019: Mine
- 2019: Daddy AF
- 2019: Everytime (Britney-Spears-Cover)
- 2019: Crush on U (mit Donatachi)
- 2019: Cha Ching
- 2020: Self Destruct (feat. Wuki)
- 2020: Throatzillaaa
- 2021: Troubled Paradise
- 2021: Clouds
- 2021: Cowboys
- 2021: Over This!
- 2021: Stupid Boy  (feat. Big Freedia)
- 2022: Inferno Euphoria
- 2023: Out of Time
- 2023: Miss Belladonna
- 2023: Erotic Electronic
- 2023: I Love Hollywood
- 2023: Makeup (Slayyyter & Lolo Zouaï)

Gastbeiträge
- 2018: Faded (Boy Sim feat. Slayyyter)
- 2018: Dial Tone (That Kid feat. Ayesha Erotica & Slayyyter)
- 2018: Final Girl (Graveyardguy feat. Slayyyter)
- 2019: Diamond in the Dark (Liz feat. Slayyyter)
- 2019: Click (No Boys Remix) (Charli XCX feat. Kim Petras & Slayyyter)
- 2019: 2003 (Robokid feat. Slayyyter)
- 2021: Read My Mind (Rebecca Black feat. Slayyyter)
- 2022: Honest (PekingDuk feat. Slayyyter)
- 2024: Never Like Me (Devault, Tommy Genesis & Slayyyter)